# Coppa Argentina (pallavolo, 2016-2018)
La Coppa Argentina fu un torneo di pallavolo maschile per squadre di club argentine organizzato dall'ACLAV. Nel 2019 viene sostituito dalla Coppa Challenge.

## Formula
Il torneo prevede la partecipazione dei club classificati dal quinto posto in giù nella corrente Liga Argentina de Voleibol: 
- I club che non hanno acceduto ai play-off scudetto danno vita a un round-robin nella prima fase, ospitato dal club meglio classificato in Liga Argentina de Voleibol, dal quale le prime due classificate accedono al turno successivo;
- I quattro club eliminati ai quarti di finale dei play-off scudetto prendono parte alla seconda fase, dove vengono raggiunti dai due classificati dopo la prima fase, dando vita a due round-robin, sempre ospitati dai due club meglio classificati nella Liga Argentina de Voleibol, venendo raggruppati col metodo della serpentina;
- I due club vincitori dei rispettivi roun-robin accedono alla finale in gara unica, ospitata nuovamente dal club meglio classificato in Liga Argentina de Voleibol.

## Albo d'oro
| Edizione      | Edizione    |  | Podio            | Podio                                     | Podio            |
| Anno          | Sede finale |  | Campione         | Risultato                                 | Finalista        |
| ------------- | ----------- |  | ---------------- | ----------------------------------------- | ---------------- |
| 2016 Dettagli | Neuquén     |  | UNTreF           | 3 - 2 (22-25, 25-16, 22-25, 25-21, 15-11) | Gigantes del Sur |
| 2017 Dettagli | Neuquén     |  | Obras Sanitarias | 3 - 0 (25-17, 25-23, 25-16)               | Gigantes del Sur |
| 2018 Dettagli | Neuquén     |  | Obras Sanitarias | 3 - 0 (25-19, 25-23, 25-19)               | Gigantes del Sur |

## Palmarès
| Squadre          | Titoli | Stagioni   |
| ---------------- | ------ | ---------- |
| Obras Sanitarias | 2      | 2017, 2018 |
| UNTreF           | 1      | 2016       |